# Даніель Анрі Канвейлер
Даніель Анрі Канвейлер (фр. Daniel-Henry Kahnweiler; 25 червня, 1884, Мангайм — 11 січня, 1979, Париж) — французький галерист і меценат, німецький єврей за походженням.

## Ранні роки
Даніель Анрі походив із заможної родини, яка переїхала з провінційного Рокенгаузена до міста Мангайм, земля Баден, де він і народився у 1884 році. З молодого Канвейлера готували бізнесмена. Він готувався стати працівником банку. Ставлення до мистецтва мав лише його дядько, що мешкав у Лондоні і мав там брокерську контору. Дядько також колекціонував картини англійських митців і меблі.
На свідомість молодика мав вплив ще один родич Йозеф Голдшейдер, коли від перебував у місті Штутгарт. В бесідах вони часто торкались проблем музики та живопису. Згодом Даніель Анрі зажадав стати не художником, а арт-дилером, що розглядалось як бізнес у непромисловій сфері.
З 1902 року він мешкав в Парижі. Рзпочалися часті відвідини паризьких музеїв, серед них Лувр та Люксембурзький музей.
1907 року Даніель Анрі заснував у Парижі невелику галерею на вулиці Vignon 28 і почав торгувати картинами. Тоді ж він розшукав перших художників, гідних, на його погляд, його підтримки і діяльності промоутера. Серед них опинились Андре Дерен, Пабло Пікассо, Моріс Вламінк та ін. Він зробив ставку на невідомих або мало відомих на той час митців, купував їхні твори, фотографував, розуміючи, що вони можуть увійти в історію мистецтва. Розмаїття тодішніх стилістик відбилось і на складі його збірок, де були твори в стилі кубізму, фовізму, сюрреалізму тощо.

## Політичні катастрофи і негаразди існування
Політичною катастрофою для мистецтва та суспільних зрушень стала 1-а світова війна. В художній практиці Парижа виник кубізм як один з різновидів модернізму та акт несприйняття методики академізму, а також «солодкавого» імпресіонізму, не здатного на створення суспільно значимих чи героїчних образів.
Канвейлера в Парижі сприймали як німця і представника ворожого табору. Він покинув Францію і вимушено перебрався до Швейцарії. Його майно і картини колекції були конфісковані урядом Франції і продані на аукціоні в Отелі Друо в період 1921-1923 років. Він мимоволі опинився серед тих громадян Німеччини, що мешкали у Франції і мали там свій бізнес і майно, але з початком війни розцінені як внутрішні вороги, а їх майно конфісковане на користь Франції.
Після приходу до влади в Німеччині нацистів Канвейлер знову став внутрішнім ворогом на цей раз як єврей. Повернутися у Німеччину він вже не міг через загрозу власному життю.
1937 року він отримав громадянство Франції.
Після німецької окупації частини Франції він вимушено переховувався, знову вимушено покинувши Париж.

## Мистецтвознавць та арт дилер
Негаразди життя Канвейлер компенсував тим, що багато читав. Він почав вивчати мистецтво. Перебування в Парижі, котрий тривалий період вважався мистецьким центром західної цивілізації, наблизило Канвейлера до спілкування з оригіналами мистецтва та до естетики як галузі мистецтв. Зароблені гроші він витрачав на відвідини музеїв і картинних галерей, серед них і за межами Франції, навіть на інших континентах. Свій перший внесок в історію мистецтв 20 століття він зробив ще у 1912 році, коли розповів про заснування кубізму. Надалі будуть низка статей у різних виданнях та надруковані книги. Тривалий час Канвейлер був відомий здебільшого як торговець картинами та меценат, ніж як мистецтвознавець.
У 1950-і роки, вже громадянином Франції, його бізнес і картинна галерея потрапили до переліку 100 найуспішніших бізнес-компаній Франції за оборотом та експортом.

## Дарунки наприкінці життя
Наприкінці життя він розділив власне зібрання й безкоштовно передав ці частини до низки європейських музеїв. Совєцькому Ермітажу він передав сім друкованих графічних твори Пабло Пікассо, практично найкращих в творчості митця і найкращих серед тих, що різними шляхами потрапили до музейних збірок СРСР, де десятиліттями не купували творів Пікассо і роками ховали їх від відвідувачів музеїв.
Серед подарованих графічних творів були —
- «Ваза с квітами на килимі», 1947 р.[3]
- «Танок з бандерільями», 1954 р.[3]
- «Майстерня старого художника», 1954 р.[3]
- «Родинний портрет з чотирма персонами», 1962 р.[3]
- «Іспанка з віялом», 1962 р.[3]
- «Жінка в капелюшку», 1962 р.[3]